# 王越 (東漢)
王越（生卒年不詳），遼東燕山人，東漢末年武術家，擅使劍術。史阿之師。

## 記載
1. ↑  《典論·論文》：「余又學擊劍，閱師多矣，四方之法各異，唯京師為善。桓、靈之間，有虎賁王越善斯術，稱於京師。河南史阿言昔與越游，具得其法，余從阿學精熟。嘗與平虜將軍劉勛、奮威將軍鄧展等共飲，宿聞展善有手臂，曉五兵，又稱其能空手入白刃。余與論劍良久，謂將軍非法也，余顧嘗好之，又得善術，因求與余對。時酒酣耳熱，方食芊蔗，便以為杖，下殿數交，三中其臂，左右大笑。展意不平，庋更為之。余言吾法急屬，難相中面，故齊臂耳。展言願復一交，余知其欲突以取交中也，因偽深進，展果尋前，余卻腳，正截其顙，坐中驚視。余還坐，笑曰：『昔陽慶使淳于意去其故方，更授以秘術，今余亦願鄧將軍捐棄故技，更受要道也。』一坐盡歡。」